# خوسيه ماريا دي لا فيغا
خوسيه ماريا دي لا فيغا هو سياسي مكسيكي، ولد في 7 أغسطس 1939. نشط حزبياً في حزب العمل الوطني. وقد انتخب عضو مجلس النواب المكسيك ‏.